# آنتیه بوشچولته

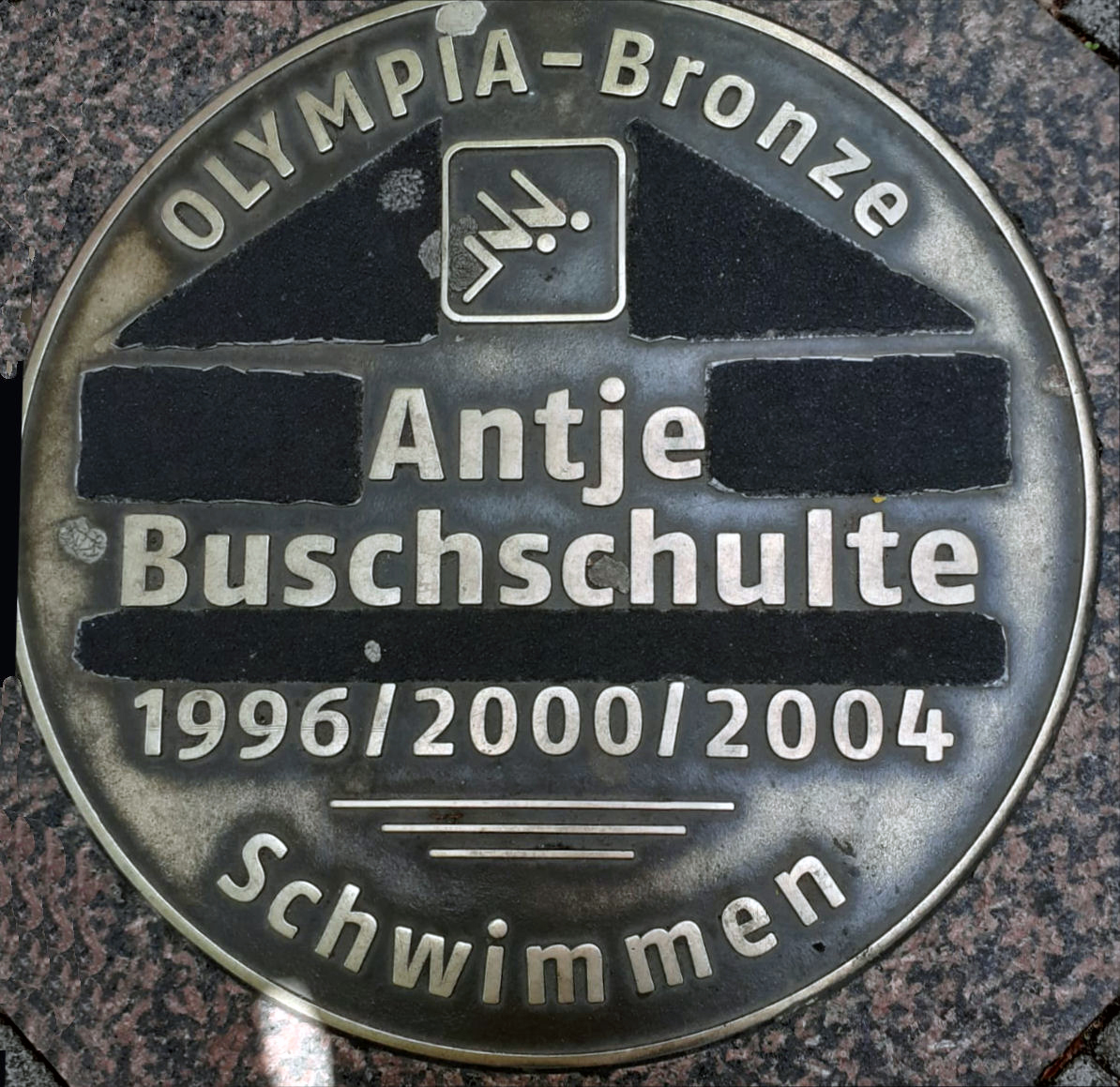
آنته بوشچولته

آنتیه بوشچولته (به انگلیسی: Antje Buschschulte) (زادهٔ ۲۷ دسامبر ۱۹۷۸) شناگر اهل آلمان است.